# Капена
Капена (итал. Capena) је насеље у Италији у округу Рим, региону Лацио.
Према процени из 2011. у насељу је живело 5542 становника. Насеље се налази на надморској висини од 153 м.

## Становништво
| 1936. | 1951. | 1961. | 1971. | 1981. | 1991. | 2001. | 2011. |
| ----- | ----- | ----- | ----- | ----- | ----- | ----- | ----- |
| 2.066 | 2.335 | 2.358 | 2.808 | 3.530 | 4.875 | 5.826 | 9.488 |